# Robby Sohansingh
Somradj Robby Sohansingh (4 de junio de 1945-8 de diciembre de 1982) fue un empresario surinamés. Fue una de las víctimas de los Asesinatos de Diciembre.

## Biografía
Después de completar su educación con una especialización en administración de empresas, Sohansingh comenzó a ayudar a su padre en el negocio familiar. Su padre era dueño de una compañía de transporte en Paramaribo. Posteriormente, vendió la compañía y fundó un nuevo negocio relacionado con la producción de materiales de construcción, especialmente piedra triturada. Sohangsingh estuvo a cargo del proceso de producción y alcanzó un nivel tal que Surinam dejó de importar escombros del exterior.
Después del golpe militar liderado por Dési Bouterse en 1980 conocido como El golpe de los sargentos, Sohansingh fue muy crítico con el régimen militar. Fue acusado de participar en el contragolpe de Surendre Rambocus el 11 de marzo de 1982; él habría cofinanciado este golpe.
Sohansingh fue arrestado y pasó siete meses en prisión, donde habría sido torturado. Mientras esperaba juicio, fue liberado, pero el 8 de diciembre de 1982, fue nuevamente arrestado por los soldados de Bouterse y trasladado al Fuerte Zeelandia. Aquí, fue torturado junto con otros catorce opositores al gobierno y luego ejecutado. Posteriormente, testigos presenciales afirmaron que su cuerpo mostraba signos de torturas severas y heridas de bala en la parte frontal del cuerpo. Sohansing fue enterrado el 13 de diciembre de 1982 en el cementerio de Sarwa Oedai en Paramaribo.